# Sozva (biflod til Tavda)
Sozva (russisk: Созьва, tr. Sozva) er en flod i Sverdlovsk oblast i Rusland. Den er den højre af floden Tavdas to tilløb. Floden er 635 km lang, med et afvandingsareal på 24.700 km².
Sozva har sit udspring omkring 6-700 moh., på østsiden af Uralbjergene gennem de to korte (under 20 km) tilløbsfloder Store (Bolsjaja) og Lille (Malaja) Sozva, og den løber derefter gennem en til tider smal og brat dal i bjergområdet Denesjkin Kamen (1492 moh). Derefter løber Sozva i sydlig, og senere nordøstlig retning gennem de vestligste dele af den vestsibirske slette, til den 12 km nord for Gari til slut løber sammen med Lozva og danner floden Tavda.
Omkring 140 km før udmundingen, har floden en decharge på 113 m³/s (minimum i marts med 17 m³/s, maksimum i juni med 453 m³/s). Vandstanden i de midterste og nedre dele af floden kan variere med 5-6 meter i løbet af året. I de nedre dele er floden 80-100 m bred, 3 m dyb, og med en strømhastighed på 0,3 m/s. De vigtigste bifloder er Vagran, Turja, Kakva og Ljalja. Sozva er frosset til fra først i november til forårssmeltningen i april.
Sozva er farbar på de nederste 333 km, op til sammenløbet med bifloden Kakva nær Serov, men regnes for tiden kun som officiel vandvej på de nederste 160 km, op til bosætningen Sozva.

## Eksterne nhenvisninger
- R-ArcticNET – Et regionalt, elektronisk, hydrografisk datanetværk for den arktiske region
- Liste over vandveje i Den russiske føderation Arkiveret 16. oktober 2012 hos  Wayback Machine (Regeringsforordning af 19. december 2002) (russisk)

59°33′01″N 62°19′58″Ø / 59.55021°N 62.33286°Ø